# Bełżyce (gromada)
Bełżyce – dawna gromada, czyli najmniejsza jednostka podziału terytorialnego Polskiej Rzeczypospolitej Ludowej w latach 1954–1972.
Gromady, z gromadzkimi radami narodowymi (GRN) jako organami władzy najniższego stopnia na wsi, funkcjonowały od reformy reorganizującej administrację wiejską przeprowadzonej jesienią 1954 do momentu ich zniesienia z dniem 1 stycznia 1973, tym samym wypierając organizację gminną w latach 1954–1972.
Gromadę Bełżyce z siedzibą GRN w Bełżycach (wówczas wsi) utworzono – jako jedną z 8759 gromad na obszarze Polski – w powiecie lubelskim w woj. lubelskim na mocy uchwały nr 12 WRN w Lublinie z dnia 5 października 1954. W skład jednostki weszły obszary dotychczasowych gromad Bełżyce, Zastawie, Podole i Wzgórze ze zniesionej gminy Bełżyce w tymże powiecie. Dla gromady ustalono 27 członków gromadzkiej rady narodowej.
1 stycznia 1956 gromada weszła w skład nowo utworzonego powiatu bełżyckiego w tymże województwie.
Gromadę zniesiono 1 stycznia 1958 w związku z przekształceniem jej obszaru w miasto Bełżyce.
1 stycznia 1973 – tym razem w powiecie bełżyckim – reaktywowano zniesioną w 1954 roku gminę Bełżyce (od 1999 gmina Bełżyce znajduje się ponownie w powiecie lubelskim w woj. lubelskim).